# Eugenio Cantuarias
Eugenio Gustavo Cantuarias Larrondo (Concepción, 1 de julio de 1948) es un ingeniero y político chileno, miembro de la Unión Demócrata Independiente (UDI). Fue senador entre 1990 y 1998 por la Circunscripción 12, Biobío Costa. 
Anteriormente entre 1981 y 1988 se desempeñó como alcalde de la comuna de Talcahuano, designado en dictadura por Augusto Pinochet. Es sobrino del político radical Orlando Cantuarias.

## Actividades profesionales
Hizo sus estudios primarios en el Colegio Salesiano de Concepción, para seguir en el Internado Nacional Barros Arana, de donde egresó en 1965, donde fue presidente del Centro de Alumnos. Llegó a ser presidente de la Federación de Estudiantes Secundarios de Chile.
Ingresó a la Universidad de Concepción, donde se tituló como Ingeniero civil químico (1971). Fue miembro de la Juventud del Partido Nacional y fundador del Frente Gremialista y de la Federación de Estudiantes de su casa de estudios. Integró el Consejo Superior (1973-1979) e instructor del Instituto de Química y Matemáticas de la misma Universidad.
Viajó a Brasil a realizar una Maestría en Ingeniería Sanitaria, en Sao Paulo (1976). Se desempeñó como profesor adjunto de Saneamiento en la Facultad de Ingeniería de Taubaté, Sao Paulo y como profesor invitado del Instituto de Ingeniería Sanitaria de Río de Janeiro.
Siguió ampliando sus conocimientos en su área, realizando un Máster de Ciencia en Ingeniería Civil en la Universidad de Washington, Estados Unidos.

## Actividades políticas
Regresó a Chile tras sus estudios y fue designado Alcalde de Talcahuano (1981-1988), durante la dictadura de Augusto Pinochet.
Como independiente fue candidato de la Unión Demócrata Independiente, y es electo Senador por la 12.ª circunscripción senatorial, correspondiente a la zona costera de la Región del Biobío (1990-1998). Durante este período integró la comisión permanente de Educación, además de la comisión de Pesca y Agricultura. Fue además vicepresidente del Senado (1996-1998).
En la actualidad se desempeñaba como gerente de División de Operaciones de la Asociación Chilena de Seguridad, aunque Renovación Nacional le ofrece, en su calidad de independiente, el cupo senatorial por la Región del Biobío Costa, para las elecciones parlamentarias de 2013, acompañando la lista de la Alianza por Chile a Jacqueline van Rysselberghe, pero el decidió no aceptar dicha candidatura.

## Historial electoral

### Elecciones Parlamentarias de 1989
- Elecciones Parlamentarias de 1989 a Senador por la Circunscripción 12, (Biobío Costa)[3]

| Candidato                   | Pacto                          | Partido | Votos   | %     | Resultado |
| --------------------------- | ------------------------------ | ------- | ------- | ----- | --------- |
| Arturo Frei Bolívar         | Concertación por la Democracia | PDC     | 195.766 | 38,12 | Senador   |
| Luis Maira Aguirre          | Unidad para la Democracia      | PAIS    | 124.884 | 24,32 |           |
| Eugenio Cantuarias Larrondo | Democracia y Progreso          | UDI     | 83.663  | 16,29 | Senador   |
| Renato Gazmuri Schleyer     | Democracia y Progreso          | RN      | 74.245  | 14,46 |           |
| Fidel Reyes Castillo        | Alianza de Centro              | ILD     | 34.964  | 6,81  |           |

### Elecciones Parlamentarias de 1997
- Elecciones Parlamentarias de 1997 a Senador por la Circunscripción 12, (Biobío Costa)[4]

| Candidato                        | Pacto                          | Partido | Votos   | %     | Resultado |
| -------------------------------- | ------------------------------ | ------- | ------- | ----- | --------- |
| Hosain Sabag Castillo            | Concertación por la Democracia | PDC     | 133.761 | 31,27 | Senador   |
| José Antonio Viera-Gallo Quesney | Concertación por la Democracia | PS      | 129.278 | 30,22 | Senador   |
| Eugenio Cantuarias Larrondo      | Unión Por Chile                | UDI     | 97.984  | 22,91 |           |
| Julio Campos Toro                | La Izquierda                   | PC      | 27.386  | 6,40  |           |
| Luis Valentín Ferrada            | Unión Por Chile                | RN      | 20.828  | 4,87  |           |
| Wilfredo Alfsen Ovando           | Humanista                      | PH      | 7.288   | 1,70  |           |
| Sergio Varela Carter             | Chile 2000                     | UCCP    | 7.024   | 1,64  |           |
| Carlos Martínez Hernández        | Chile 2000                     | UCCP    | 4.194   | 0,98  |           |